# Operation Kirsebærsten
Operation Kirsebærsten er en dansk film fra 1972.
- Manuskript Lulu Gauguin.
- Instruktion Frits Raben.

Blandt de medvirkende – udover en masse skolebørn – kan nævnes:
- Gotha Andersen
- Povl Kjøller

Filmens handling beskriver et oprør i en folkeskole, som bryder ud, da skoleinspektøren lukker det kritiske skoleblad Kirsebærstenen. Under elevernes kamp mod skolens ledelse allierer "oprørerne" sig med beboerne af et nærtliggende alderdomshjem og barrikaderer sig på/besætter skolen). 
Det meste af filmen er optaget på Enghavegård skole i Gladsaxe.
En scene i filmen viser rydning af nogle kolonihaver på Amager, et område hvor den nye afdeling af Københavns Universitet og IT-Universitetet i København nu er beliggende.